# Vila Verde (freguesia)
Vila Verde is een plaats (freguesia) in de Portugese gemeente Vila Verde en telt 3 813 inwoners (2001).